# Baixadas Littorales
La mésorégion des Baixadas est une des six mésorégions de l'État de Rio de Janeiro, au Brésil. Elle est formée par l’association de dix municipalités regroupées en deux microrégions. Elle recouvre une aire de 3,635 km² pour une population de 561 422 habitants.

## Microrégions
- Bacia de São João
- Lacs

## Mésorégions limitrophes
- Métropolitaine de Rio de Janeiro
- Centre Fluminense
- Nord Fluminense